# Tethina gatti
Tethina gatti är en tvåvingeart som beskrevs av Lorenzo Munari och Ebejer 2001. Tethina gatti ingår i släktet Tethina och familjen Canacidae.
Artens utbredningsområde är Tunisien. Inga underarter finns listade i Catalogue of Life.